# جون آدمز ديكس
جون آدمز ديكس (بالإنجليزية: John Adams Dix)‏ (و. 1798 – 1879 م) هو سياسي، وضابط، ومحام، ودبلوماسي من الولايات المتحدة .
تولى منصب عضو مجلس الشيوخ الأمريكي، ووزير الخزانة الأمريكي وحاكم ولاية نيويورك، كما كان جنرالا في جيش الاتحاد في الحرب الأهلية. وهو عضو في الحزب الديمقراطي الأمريكي، والحزب الجمهوري. عرف بأنه أوقف تشريع ماريلاند المؤيد للجنوب، ومنع الولاية الحدودية المنقسمة من الانفصال، ونظم عملية لتبادل الأسرى عبر اتفاق ديكس هيل، الذي أبرم بالشراكة مع اللواء الكونفدرالي دانيال هارفي هيل.

## روابط خارجية
- جون آدمز ديكس على موقع الموسوعة البريطانية (الإنجليزية)
- جون آدمز ديكس على موقع إن إن دي بي (الإنجليزية)